# La particella di Dio: se l'universo è la domanda, qual è la risposta?
La particella di Dio: se l'universo è la domanda, qual è la risposta? è un noto libro del 1993 del fisico premio Nobel Leon Lederman e dello scrittore Dick Teresi che traccia una breve storia della fisica delle particelle.
Mondadori, nel pubblicare nel 1995 la traduzione italiana, ha completamente sovvertito il sottotitolo, la cui traduzione letterale dall'inglese è "se l'universo è la risposta, qual è la domanda?" così come il titolo stesso in cui The God Particle è stato tradotto come "La particella di Dio" anziché come "La particella-Dio".

## Trama
Il libro traccia una breve storia della fisica delle particelle, iniziando dal filosofo greco presocratico Democrito e continuando con Archimede, Galileo Galilei, Isaac Newton, Ruggero Giuseppe Boscovich, Michael Faraday, Ernest Rutherford, Enrico Fermi, Carlo Rubbia e la fisica quantistica del XX secolo.
Lederman disse di aver dato al bosone di Higgs il nomignolo di "particella Dio" poiché è "così centrale nella fisica di oggi, e cruciale per la comprensione della struttura della materia, anche se così elusivo," aggiungendo che una seconda ragione è che "l'editore non ci ha permesso di chiamarla "particella maledetta" (goddamn particle), anche se questo potrebbe essere un titolo più appropriato, data la sua natura malvagia e i costi che sta causando".

## Lista dei capitoli
Dramatis personae

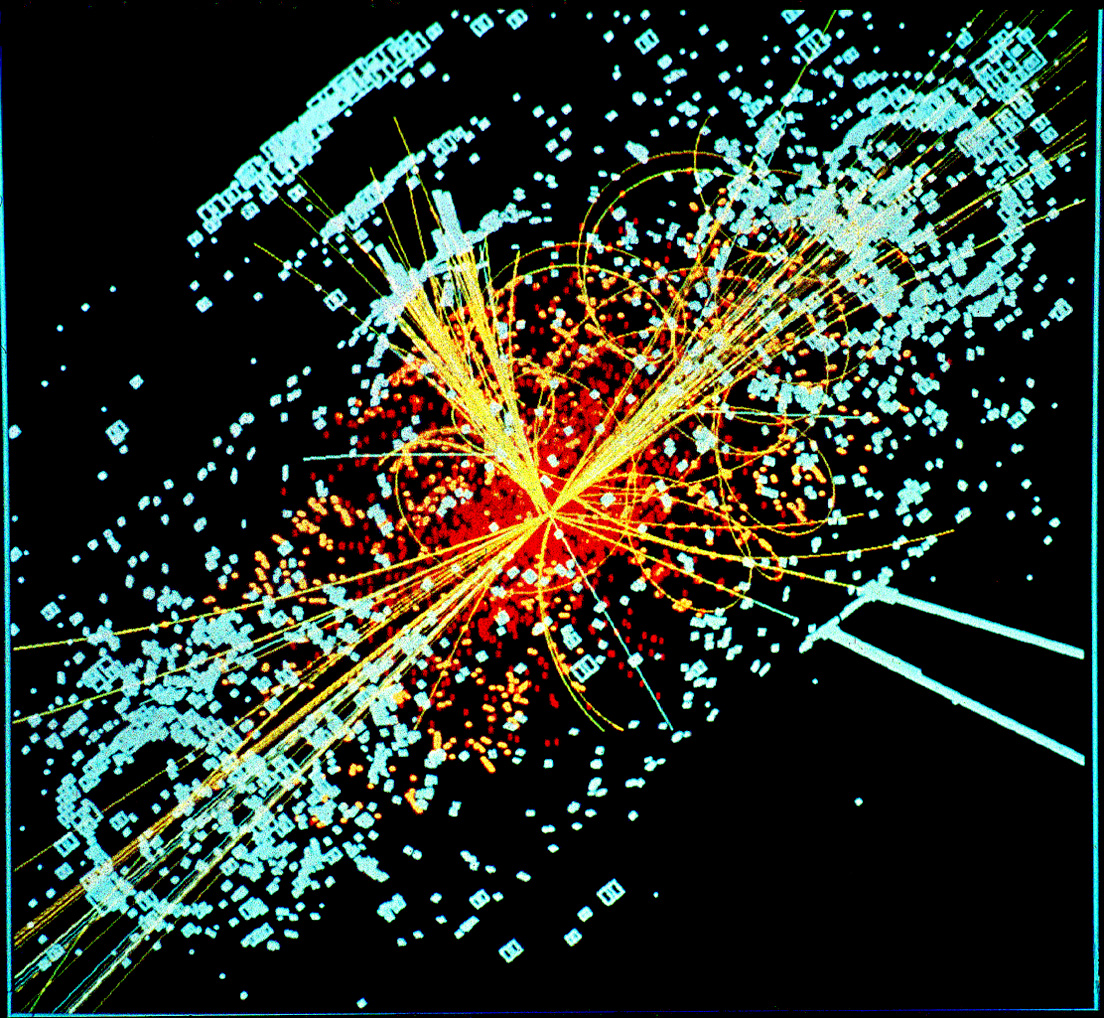
Un evento simulato al Large Hadron Collider. Questa simulazione rappresenta il decadimento di una particella di Higgs a seguito di una collisione di due protoni nell'esperimento CMS

1. Il pallone invisibile: in questo capitolo viene usata una metafora di una partita di calcio giocata con un pallone invisibile per descrivere il processo per cui l'esistenza della particella viene dedotta.[9] Inoltre, in questo capitolo Lederman dà una breve storia di fondo di ciò che lo ha condotto alla fisica delle particelle.[10]
2. Il primo fisico delle particelle: in un sogno immaginario, Lederman incontra Democrito, il filosofo greco vissuto nel periodo della Grecia classica e dialoga con lui.[11]

Interludio A. - Storia di due città
1. Alla ricerca dell'atomo: la meccanica: questo capitolo parla di Galileo, Tycho Brahe, Giovanni Keplero e Isaac Newton.[12]
2. Ancora alla ricerca dell'atomo: chimici ed elettrologi: questo capitolo tratta dei fisici dal XVIII secolo in avanti e parla di J.J. Thomson, John Dalton e Dmitri Mendeleev (1834–1907).[13]
3. L'atomo nudo: questo capitolo traccia un quadro del passaggio dalla fisica classica alla nascita e allo sviluppo della meccanica quantistica.[14]

Interludio B. - I maestri Moo-Shu che danzano
1. Gli acceleratori: frantumano atomi, non è vero?: narra dello sviluppo dell'acceleratore di particelle.[15]

Interludio C. - Come violammo la parità in un weekend... e scoprimmo Dio
1. A-tomo!: Il libro utilizza il termine "A-tomo" per fare riferimento alla particella indivisibile di Democrito e descrive la scoperta delle particelle elementari del modello standard.[16]
2. La particella di Dio, finalmente: tratta della rottura spontanea di simmetria e del bosone di Higgs.[17]
3. Spazio interno, spazio esterno e il tempo prima del tempo: tratta dell'astrofisica e descrive l'evidenza del Big Bang.[18]

Nota sulla storia e sulle fonti

Ringraziamenti

Indice analitico

## Edizioni
- Leon M. Lederman e Dick Teresi, The God Particle: If the Universe is the Answer, What is the Question?, 2ª ed., Boston, Houghton Mifflin Company, 2006  [1993], ISBN 0-61871-168-6.
- Leon Lederman e Dick Teresi, La Particella di Dio - Se l'universo è la domanda, qual è la risposta?, Gruner+Jahr/Mondadori, 2012.